# Медея (Корнель)
«Медея» (фр. Médée) — пьеса французского драматурга Пьера Корнеля, впервые поставленная на сцене в 1634 году, первая трагедия этого автора.
В основу сюжета лёг один из эпизодов греческой мифологии. Колхидская волшебница Медея, предавшая свою родину и семью ради Ясона, позже узнаёт, что он предпочёл ей другую. Чтобы отомстить, на убивает соперницу и собственных сыновей. В античную эпоху этот эпизод разрабатывали Еврипид и Сенека. Корнель, в отличие от них, насытил действие мелодраматическими эффектами, подчеркнул эгоизм Ясона, независимость Медеи и её готовность бросать вызов судьбе. При этом мотивация персонажей осталась на уровне частных интересов.
«Медея» не имела успеха у зрителей.